# Chthonius pivai
Chthonius pivai är en spindeldjursart som beskrevs av Giulio Gardini 1991. Chthonius pivai ingår i släktet Chthonius och familjen käkklokrypare. Inga underarter finns listade i Catalogue of Life.